# Ryan Nemeth
Ryan Phillip Nemeth, né le 4 novembre 1984 à Cleveland (Ohio) est un catcheur américain. Il travaille actuellement à l'All Elite Wrestling.

## Carrière

### Ohio Valley Wrestling (2010-2011)
En octobre 2010, Nemeth remporte OVW Breakout, un concours organisé par l'Ohio Valley Wrestling dont le prix est une place dans l'école de catch de la fédération pendant un an. Il fait ses débuts télévisé le 30 octobre où il remporte son match face à Paredyse.
Début 2011, il a fait équipe avec Christopher Silvio et ils deviennent champions par équipe de l'OVW le 8 janvier.

### World Wrestling Entertainement (2011-2013)

#### Florida Championship Wrestling (2011-2012)
Il a signé un contrat de développement en mars 2011. Il dispute son premier match le 26 juin en perdant contre Big E Langston.
Lors du 4 décembre, Brad Maddox et lui remportent les FCW Florida Tag Team Championship en battant CJ Parker & Donny Marlow.
Après plusieurs défenses de titres réussies, ceux-ci sont rendus vacants à la suite d'une blessure de Nemeth.

#### NXT Wrestling (2012-2013)
Le 20 juin 2012, il fait ses débuts comme interviewer. Il fait son premier match lors du NXT du 8 janvier contre Kazma Sakamoto mais le match se finit en « no-contest » à la suite d'une attaque de Conor O'Brian.
Il est licencié le 17 mai 2013.

### Circuit Indépendant (2013-...)
Il fait ses débuts sur le circuit indépendant le 25 mai au NWA FUW Throwdown 3 en battant Jesse Neal. Lors de AIW Absolution VIII du 30 juin, il gagne avec Evan Gelistico et Gary Jay contre Jock Samson, Marion Fontaine et Tracy Smothers.

### All Elite Wrestling (2021-2023)
Le 22 janvier 2021, la All Elite Wrestling annonce sur Twitter qu'il fera ses débuts à la fédération lors du Dynamite du 27 janvier contre Hangman Page,.

## Palmarès
- Dramatic Dream Team
  - 1 fois Ironman Heavymetalweight Championship
- Ohio Valley Wrestling
  - 2 fois OVW Southern Tag Team Championship avec Christopher Silvio (1) et Paredyse (1)
- Florida Championship Wrestling
  - 1 fois FCW Florida Tag Team Championship avec Brad Maddox
- Total Nonstop Action Wrestling
  - 1 fois TNA World Tag Team Champion avec Nic Nemeth (actuel)

## Récompenses des magazines
- Pro Wrestling Illustrated

| Année | 2012 | 2013 | 2014-2020 | 2021 |
| Rang  | 207  | 379  | -         | 491  |

## Vie privée
Ryan est le frère cadet de l'ancien catcheur de la WWE, Dolph Ziggler.